# 英格丽·多贝西

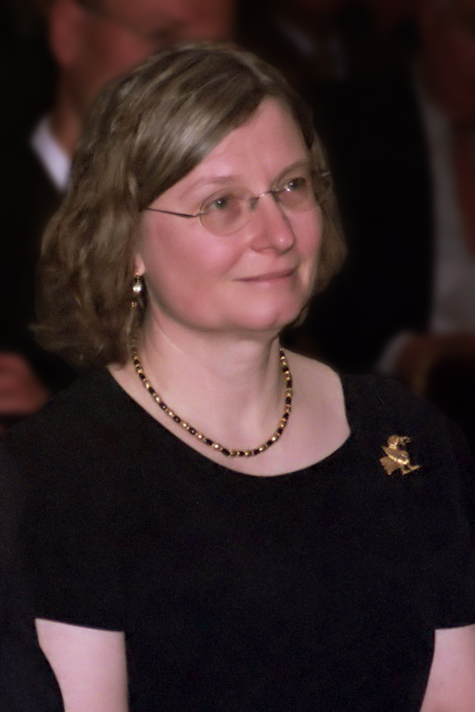
英格丽·多贝西

英格丽·多贝西（Ingrid Daubechies，法語：[dobʃi]；1954年8月17日—），比利时物理学家、数学家。因对应用于图像压缩和信号处理的小波变换的研究而蜚声科学界。

## 教育
英格丽·多贝西于1975年毕业于布鲁塞尔自由大学物理专业。之后，在该校作助理研究员；1984年成为助教。

## 职业与研究
1987年，多贝西移居美国，任职于AT&T位于新泽西的贝尔实验室。就在同一年，做出了她最为著名的发现：即如何建立紧支撑的离散正交小波。这个发现最终被用于图像压缩，包括JPEG 2000标准中的多贝西小波。
在1993年-2011年间，多贝西为普林斯顿大学的全职教授。在2011年，她成为了杜克大学的全职教授。

## 个人生活
英格丽·多贝西出生于比利时林堡省豪特哈伦-海尔赫特伦。1987年，她与前AT&T实验室的负责互聯網及网络系统的副总裁罗伯特·考尔德班克结婚。